# Betty Francisco

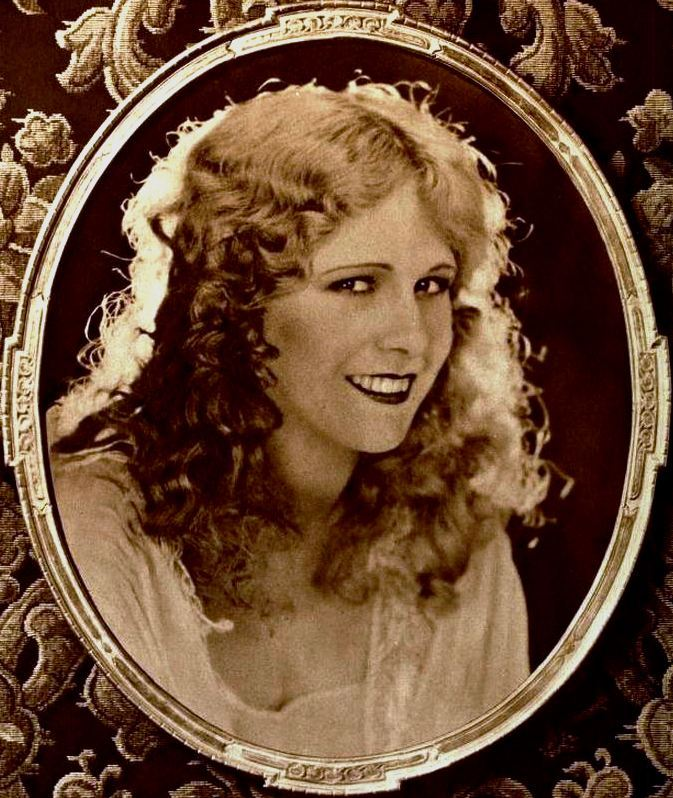
Betty Francisco (1922)

Betty Francisco (* 26. September 1900 in Little Rock, Arkansas als Elizabeth Barton; † 25. November 1950 in El Cerrito, Kalifornien) war eine US-amerikanische Schauspielerin der Stummfilmära.

## Leben
Betty Francisco wurde 1900 in Little Rock, im US-Bundesstaat Arkansas geboren. Ihre Schwester Evelyn und Margaret  waren auch Schauspielerinnen.
1920 hatte Francisco bei dem Film A Broadway Cowboy erstmals eine Rolle inne. Nach 1934 scheint sie sich aus der Schauspielerei zurückgezogen haben.
Sie war mit Fred Spradling verheiratet. Sie starb am 25. November 1950 im Alter von 50 Jahren auf ihrer Corona-Ranch und wurde auf dem Forest Lawn Memorial Park -Friedhof in Glendale, Kalifornien beigesetzt.

## Filmografie
- 1920: A Broadway Cowboy
- 1920: The Furnace
- 1920: Sic-Em
- 1920: Midsummer Madness
- 1921: Straight from Paris
- 1921: Greater Than Love
- 1921: Riding with Death
- 1921: A Guilty Conscience
- 1922: Across the Continent
- 1922: While Satan Sleeps
- 1922: Her Night of Nights
- 1923: Poor Men's Wives
- 1923: Crinoline and Romance
- 1923: A Noise in Newboro
- 1923: Double Dealing
- 1923: The Love Piker
- 1923: Die Bluthochzeit (Ashes of Vengeance)
- 1923: Flammende Jugend (Flaming Youth)
- 1923: Maytime
- 1923: The Darling of New York
- 1923: The Old Fool
- 1924: Gambling Wives
- 1924: How to Educate a Wife
- 1924: Big Timber
- 1924: East of Broadway
- 1924: On Probation
- 1924: Ein Mädchen und drei alte Narren (The Wife of the Centaur)
- 1925: Fair Play
- 1925: Jimmie's Millions
- 1925: Wasted Lives
- 1925: Private Affairs
- 1925: Fifth Avenue Models
- 1925: Faint Perfume
- 1925: Seven Keys to Baldpate
- 1926: The Phantom of the Forest
- 1926: Irene
- 1926: Don Juan's 3 Nights (Don Juan’s Three Nights)
- 1926: The Lily
- 1926: Man Bait
- 1927: Uneasy Payments
- 1927: Die ersten langen Hosen (Long Pants)
- 1927: Ein Gaunerparadies (Too Many Crooks)
- 1927: The Gingham Girl
- 1927: The Gay Retreat
- 1927: A Boy of the Streets
- 1928: You Can't Beat the Law
- 1928: Queen of the Chorus
- 1928: Broadway Daddies
- 1929: The Spirit of Youth
- 1929: Broadway
- 1929: Smiling Irish Eyes
- 1930: Street of Chance
- 1930: Madam Satan
- 1930: Lotus Lady
- 1930: The Widow from Chicago
- 1931: Charlie Chan Carries On
- 1931: Good Sport
- 1932: Stowaway
- 1932: Mystery Ranch
- 1933: Broadway Bad
- 1934: Whom the Gods Destroy
- 1934: Romance in the Rain